# 196年
| 千纪： | 1千纪                                                                                           |
| 世纪： | 1世纪 \| 2世纪 \| 3世纪                                                                         |
| 年代： | 160年代 \| 170年代 \| 180年代 \| 190年代 \| 200年代 \| 210年代 \| 220年代                       |
| 年份： | 191年 \| 192年 \| 193年 \| 194年 \| 195年 \| 196年 \| 197年 \| 198年 \| 199年 \| 200年 \| 201年 |
| 纪年： | 丙子年（鼠年）；东汉建安元年                                                                    |

## 大事记
- 中国
  - 曹操迎汉献帝到许昌，後人稱此為“挟天子以令诸侯”。
  - 劉備受封為鎮東將軍、宜城亭侯。
  - 孫策征討吳郡嚴白虎。
  - 會稽太守王朗投降孫策。

## 各国领袖

### 非洲
- 库施
  - 国王：Amanikhareqerem（190年－200年）

### 亚洲
- 中国
  - 东汉：
    - 皇帝：汉献帝（189年－220年）
- 朝鲜
  - 百济：
    - 国王：肖古王（166年－214年）

  - 高句丽：
    - 国王：故国川王（179年－197年）

  - 新罗：
    - 国王：
      1. 伐休尼师今（184年－196年）
      2. 奈解尼师今（196年－230年）

### 欧洲
- 高加索伊比里亚
  - 国王：列夫一世（189年－216年）
- 罗马帝国
  - 皇帝：塞维鲁（193年－211年）

### 中东
- 奥斯若恩
  - 国王：Abgar IX（177年－212年）
- 安息
  - 国王：沃洛吉斯五世（191年－208年）

## 出生
- 曹沖，曹操之子（208年去世）12岁。

## 逝世
- 於夫羅
- 張濟
- 臧洪
- 劉洪，字元卓，泰山郡蒙陰縣（今山東省蒙陰縣）人，東漢天文學家、數學家，被稱為「算聖」。